# Woodward (Oklahoma)
Woodward – miasto w Stanach Zjednoczonych, w stanie Oklahoma, siedziba administracyjna hrabstwa Woodward, położone nad rzeką North Canadian.